# Martin Pajić
Martin Pajić (Čakovec, 11 novembre 1999) è un calciatore croato, difensore dello Zrinski Osječko.

## Carriera

### Club
Il 3 agosto 2021 viene acquistato a titolo definitivo dalla squadra cipriota del Pafos.

### Nazionale
Nel 2018 ha giocato 2 partite con la nazionale croata Under-20.

## Statistiche

### Presenze e reti nei club
Statistiche aggiornate all'8 ottobre 2021.
| Stagione         | Squadra          | Campionato       | Campionato | Campionato | Coppe nazionali | Coppe nazionali | Coppe nazionali | Coppe continentali | Coppe continentali | Coppe continentali | Altre coppe | Altre coppe | Altre coppe | Totale | Totale |
| Stagione         | Squadra          | Comp             | Pres       | Reti       | Comp            | Pres            | Reti            | Comp               | Pres               | Reti               | Comp        | Pres        | Reti        | Pres   | Reti   |
| ---------------- | ---------------- | ---------------- | ---------- | ---------- | --------------- | --------------- | --------------- | ------------------ | ------------------ | ------------------ | ----------- | ----------- | ----------- | ------ | ------ |
| 2016-2017        | Međimurje        | 3.HNL            | ?          | ?          | CC              | 2               | 0               |                    | -                  | -                  |             | -           | -           | 2      | 0      |
| 2017-2018        | Međimurje        | 3.HNL            | ?          | ?          | CC              | 1               | 0               |                    | -                  | -                  |             | -           | -           | 1      | 0      |
| 2018-2019        | Međimurje        | 2.HNL            | 19         | 1          | CC              | 2               | 0               |                    | -                  | -                  |             | -           | -           | 21     | 1      |
| Totale Međimurje | Totale Međimurje | Totale Međimurje | 19+        | 1+         |                 | 5               | 0               |                    | -                  | -                  |             | -           | -           | 24+    | 1+     |
| 2019-2020        | Sebenico         | 2.HNL            | 19         | 0          | CC              | 2               | 0               |                    | -                  | -                  |             | -           | -           | 21     | 0      |
| 2020-2021        | Sebenico         | 1.HNL            | 33         | 0          | CC              | 2               | 0               |                    | -                  | -                  |             | -           | -           | 35     | 0      |
| Totale Sebenico  | Totale Sebenico  | Totale Sebenico  | 52         | 0          |                 | 4               | 0               |                    | -                  | -                  |             | -           | -           | 56     | 0      |
| 2021-2022        | Pafos            | A                | 3          | 0          | CC              | 1               | 0               |                    | -                  | -                  |             | -           | -           | 4      | 0      |
| Totale carriera  | Totale carriera  | Totale carriera  | 74         | 1          |                 | 10              | 0               |                    | -                  | -                  |             | -           | -           | 84     | 1      |

## Palmarès

### Club

#### Competizioni nazionali
- Druga hrvatska nogometna liga: 1

Sebenico: 2019-2020